# 鉈漬
鉈漬（なたづけ）は、秋田県で作られる漬物。材料の大根を鉈で粗く切ることから名前が付けられた。がっくら漬け、ごっから漬けとも呼ばれる。

## 概要
秋田県は天然秋田杉など山林資源が豊富で林業が盛んなため多くの家庭に鉈があり、また米麹も各地で販売されており、これらを用いた鉈漬が作りやすい環境にあった。大根を鉈で割るように切る事によって包丁の場合より断面の表面積が増し、塩漬け処理で水分が多く抜け、麹液が浸透しやすくなる。同じく麹に大根を漬けこむべったら漬と比べ、砂糖を使わないため歯ごたえがあり、塩味が強い。

## 製法
材料の配合例は以下の通り。
- 大根：2本（3.5kg） - 聖護院大根、方領大根など水分の多い品種が適している
- 塩：70g - 大根に対して2%、長期保存の場合は5 - 7%にする
- 米麹：50g - 米麹のみ、または米飯を半分混ぜて用いる
- 大根の葉 - 味に厚みが出るとされ、一緒に漬ける場合もある
- 食用黄菊、赤トウガラシ - 好みによって使用するが、必ずしも必要ない

最初に大根の皮をむくが、歯ごたえを求める場合は皮付きのまま調理する。
使い込んで刃こぼれした鉈で、大根を斜めに乱切りし、一片25gぐらいにする。切り口が粗いほど味がしみて美味になるとされるため、包丁は使わない。大根に塩をまき、重石をして1日置く。重石が軽すぎると味にムラが生じ、重すぎると新鮮味がなくなる。
米麹にぬるま湯をひたひたに加え、混合して3 - 4時間保温する。米飯を用いる場合はここで混ぜる。大根から出た水分を捨て、米麹湯に漬けこむ。1週間ほどで食べ頃になるが、急ぎの場合は最初に大根をゆでると3日で食べられるようになる。